# Froville
Froville és un municipi francès situat al departament de Meurthe i Mosel·la i a la regió del Gran Est. L'any 2007 tenia 123 habitants.

## Demografia

### Població
El 2007 la població de fet de Froville era de 123 persones. Hi havia 40 famílies, de les quals 4 eren unipersonals (4 dones vivint soles i 4 dones vivint soles), 8 parelles sense fills, 24 parelles amb fills i 4 famílies monoparentals amb fills.
La població ha evolucionat segons el següent gràfic:
Habitants censats

### Habitatges
El 2007 hi havia 52 habitatges, 42 eren l'habitatge principal de la família, 3 eren segones residències i 7 estaven desocupats. 43 eren cases i 9 eren apartaments. Dels 42 habitatges principals, 34 estaven ocupats pels seus propietaris i 8 estaven llogats i ocupats pels llogaters; 1 tenia dues cambres, 6 en tenien tres, 8 en tenien quatre i 27 en tenien cinc o més. 30 habitatges disposaven pel capbaix d'una plaça de pàrquing. A 17 habitatges hi havia un automòbil i a 23 n'hi havia dos o més.

### Piràmide de població
La piràmide de població per edats i sexe el 2009 era:
| Homes | Edats   | Dones |
| ----- | ------- | ----- |
| 0     | 95 o +  | 0     |
| 0     | 90 a 94 | 0     |
| 0     | 85 a 89 | 4     |
| 0     | 80 a 84 | 0     |
| 0     | 75 a 79 | 4     |
| 4     | 70 a 74 | 0     |
| 0     | 65 a 69 | 0     |
| 4     | 60 a 64 | 0     |
| 0     | 55 a 59 | 4     |
| 0     | 50 a 54 | 4     |
| 0     | 45 a 49 | 0     |
| 4     | 40 a 44 | 0     |
| 8     | 35 a 39 | 8     |
| 12    | 30 a 34 | 12    |
| 0     | 25 a 29 | 4     |
| 0     | 20 a 24 | 0     |
| 0     | 15 a 19 | 0     |
| 8     | 10 a 14 | 0     |
| 12    | 5 a 9   | 4     |
| 20    | 0 a 4   | 4     |

## Economia
El 2007 la població en edat de treballar era de 83 persones, 66 eren actives i 17 eren inactives. De les 66 persones actives 62 estaven ocupades (39 homes i 23 dones) i 4 estaven aturades (3 homes i 1 dona). De les 17 persones inactives 4 estaven jubilades, 4 estaven estudiant i 9 estaven classificades com a «altres inactius».
Activitats econòmiques
L'únic establiment que hi havia el 2007 era d'una empresa financera.
L'any 2000 a Froville hi havia 4 explotacions agrícoles.

## Equipaments sanitaris i escolars
El 2009 hi havia una escola elemental integrada dins d'un grup escolar amb les comunes properes formant una escola dispersa.

## Poblacions més properes
El següent diagrama mostra les poblacions més properes.